# Kerria javana
Kerria javana är en insektsart som först beskrevs av Chamberlin 1925.  Kerria javana ingår i släktet Kerria och familjen Kerriidae. Inga underarter finns listade i Catalogue of Life.